# Morphopoides folipes
Morphopoides folipes är en insektsart som först beskrevs av Hancock, J.L. 1909.  Morphopoides folipes ingår i släktet Morphopoides och familjen torngräshoppor. Inga underarter finns listade i Catalogue of Life.